# Polysternon
Il polisterno (gen. Polysternon) è una tartaruga estinta, vissuta nel Cretaceo superiore (circa 82 - 65 milioni di anni fa). I suoi resti sono stati ritrovati in Europa (Francia e Spagna).

## Descrizione
Questo animale era piuttosto simile a una tartaruga palustre attuale, e possedeva un carapace ovale alto e massiccio, lungo circa 50 centimetri e largo 40. La testa era corta e, come nelle tartarughe attuali, poteva essere ritirata all'interno del guscio grazie al ripiegamento laterale del collo.

## Classificazione
Polysternon è un rappresentante dei botremididi, un gruppo di tartarughe estinte appartenenti ai pleurodiri, tipiche delle acque dolci della fine dell'era Mesozoica. Polysternon, in particolare, sembrerebbe essere strettamente imparentato con Foxemys, vissuta in Europa nello stesso periodo. 

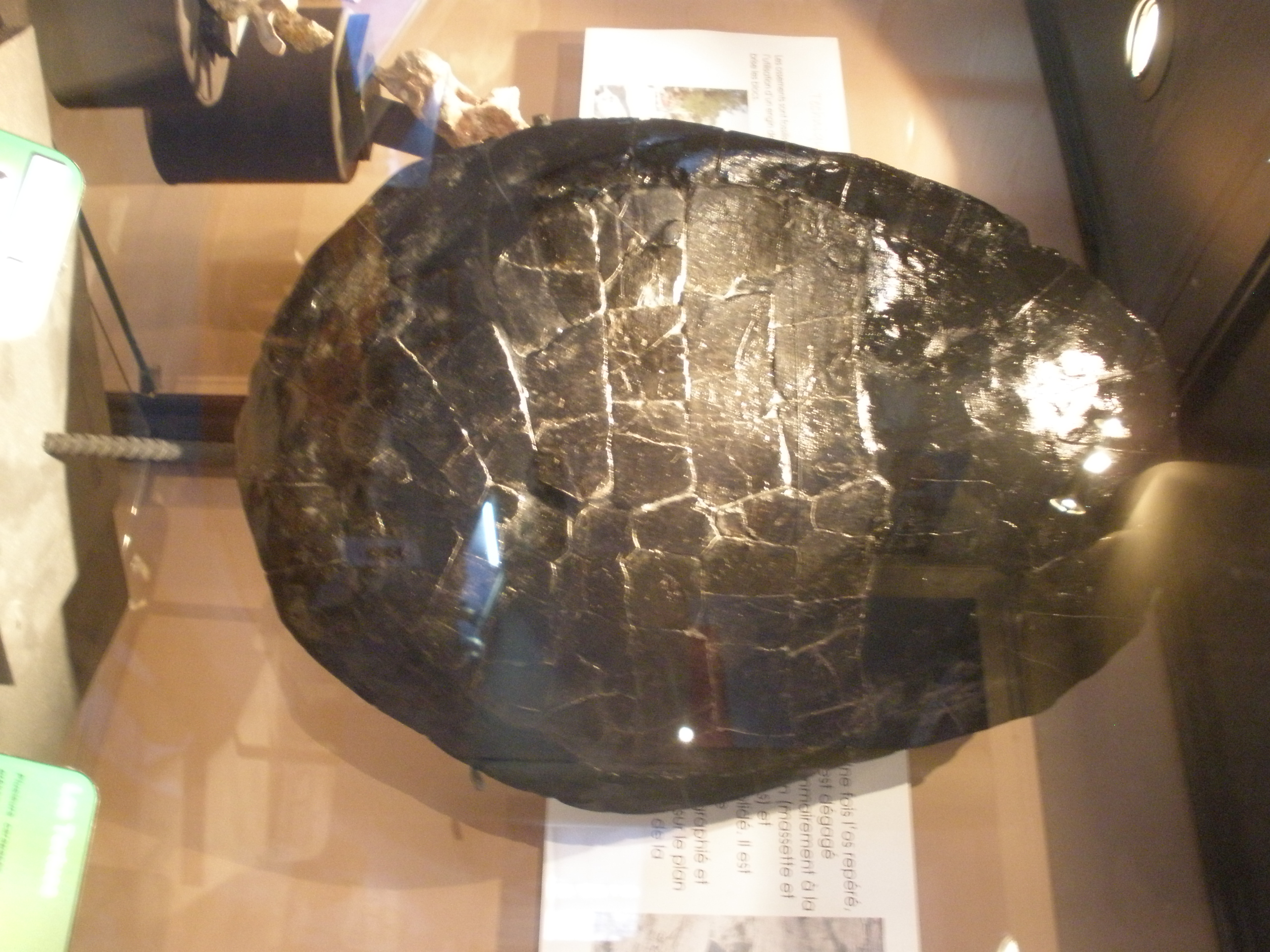
Carapace di Polysternon provinciale

Polysternon è noto per diverse specie presenti in Europa verso la fine del Cretaceo. La più antica è Polysternon provinciale (in passato attribuita al genere Pleurosternon), tipica di alcuni giacimenti della Francia meridionale e vissuta nel Campaniano (82 - 72 milioni di anni fa). Un'altra specie era P. atlanticum, rinvenuta in Spagna e vissuta alla fine del Campaniano; la più recente, P. isonae, anch'essa ritrovata in Spagna, visse alla fine del Maastrichtiano ed è stata descritta nel 2012.